# Опсада Триполија
Опсада Триполија је део крсташких ратова. Опсаду је започео Ремон Тулуски 1102. године, а град је 1109. године освојио Бертранд од Тулуза. Тиме је формирана последња крсташка држава - грофовија Триполи.

## Опсада Ремона Тулуског
Ремон Тулуски је 1102. године освојио луку Тортосу и започео опсаду Триполија. Циљ му је био да и он себи створи крсташку државу на територији Свете Земље. Опсада је била дуготрајна, тако да је Ремон од свог логора направио тврђаву познату као Планина Ходочасника. Материјал и мајсторе добијао је са Кипра од Византије. 28. фебруара 1105. године Ремон је погинуо срушивши се са запаљене зграде. Сахрањен је у Цркви Светог Гроба, одмах поред Готфрида Бујонског.

## Опсада Виљема Жордана
Иза Ремона остала је жена Елвира са једногодишњим сином Алфонсом-Жорданом тако да га ово дете није могло наследити. Опсаду је наставио Ремонов рођак Виљем Жордан. Показао се као достојан наследник. У наредним годинама Триполи је темељно изгладњен, блокиран и са копна и са мора од пизанске флоте. Огромна египатска флота није ни покушала да разбије опсаду. Ипак, ни Виљему Жордану није било суђено да заузме Триполи.

## Опсада Бертранда од Тулуза и освајање града
Почетком марта 1109. године из Француске стиже син Ремона од Сен Жила, Бертранд од Тулуза и одмах улази у сукоб са Танкредом и Виљемом. Сукоб је решен на састанку пред зидинама још увек неосвојеног Триполија. Јерусалимски краљ Балдуин одредио је Бертранда од Тулуза да освоји Триполи, а као накнаду за подршку, Бертранд је Балдуину обећао вазалство новоформиране грофовије.
Становници Триполија послали су Бертранду понуду за предају. Бертранд ју је прихватио 12. јула 1109. године. За добијену помоћ Ђенова је добила трећину града Триполија. Основана је грофовија Триполи, последња крсташка држава, са грофом Бертрандом на челу и Триполијем као главним градом.